# Communauté de communes des Monts de Gy
La communauté de communes des monts de Gy (parfois abrégée en CCMG) est une communauté de communes française située dans le département de la Haute-Saône, en Franche-Comté, dans la région administrative Bourgogne-Franche-Comté.

## Historique
La communauté de communes a été créée par un arrêté préfectoral du 31 décembre 1999.
Au 1er janvier 2006, elle regroupe les  communes de Bucey-lès-Gy, Charcenne, Choye, Citey, Frasne-le-Château,  Gy, Vantoux-et-Longevelle, Vellefrey-et-Vellefrange, Velloreille-lès-Choye, Villefrancon et Villers-Chemin-et-Mont-lès-Étrelles. Un an après, neuf nouvelles communes la rejoignent. Ce sont les communes de Bourguignon-lès-la-Charité, Étrelles-et-la-Montbleuse, Fretigney-et-Velloreille, Grandvelle-et-le-Perrenot, La Vernotte, Les Bâties, Saint-Gand, Vaux-le-Moncelot et Vellemoz.
Au 1er janvier 2009, la commune de Grandvelle-et-le-Perrenot quitte l'intercommunalité pour rejoindre la communauté de communes du Pays riolais, et six nouvelles communes l'intégrent. Il s'agit d'Autoreille, Fresne-Saint-Mamès, Greucourt, Lieffrans, Velleclaire et Vezet.
L'article 35 de la loi n° 2010-1563 du 16 décembre 2010 « de réforme des collectivités territoriales » prévoit toutefois d'achever et de rationaliser le dispositif intercommunal en France, et notamment d'intégrer la quasi-totalité des communes françaises dans des EPCI à fiscalité propre, dont la population soit normalement supérieure à 5 000 habitants. Dans ce cadre, et conformément  aux dispositions du schéma départemental de coopération intercommunale approuvé par le préfet de la Haute-Saône le 23 décembre 2011, les communes d'Angirey et de La Chapelle-Saint-Quillain rejoignent l'intercommunalité le 1er janvier 2013,.
Enfin, au premier janvier 2013, deux nouvelles communes rejoignent la communauté de communes des Monts de Gy : Angirey et La Chapelle-Saint-Quillain.
Au 1er janvier 2016, les communes de Greucourt et Vezet s'unissent à Le Pont-de-Planches pour constituer la commune nouvelle de La Romaine. Celle-ci choisit d'intégrer la communauté de communes des Combes.
Le 1er janvier 2025, les communes de Choye et de Villefrancon fusionnent pour former la commune nouvelle de Colombine.

## Territoire communautaire

### Composition
La communauté de communes est composée des 24 communes suivantes :

| Nom                                 | Code Insee | Gentilé        | Superficie (km2) | Population (dernière pop. légale) | Densité (hab./km2) |
| ----------------------------------- | ---------- | -------------- | ---------------- | --------------------------------- | ------------------ |
| Gy (siège)                          | 70282      | Gylois         | 24,6             | 1 030 (2022)                      | 42                 |
| Angirey                             | 70022      |                | 8,87             | 155 (2022)                        | 17                 |
| Autoreille                          | 70039      | Autroillais    | 9,98             | 384 (2022)                        | 38                 |
| Les Bâties                          | 70053      | Bâtissiens     | 7,56             | 76 (2022)                         | 10                 |
| Bourguignon-lès-la-Charité          | 70088      |                | 4,25             | 104 (2022)                        | 24                 |
| Bucey-lès-Gy                        | 70104      | Bucéens        | 21,3             | 579 (2022)                        | 27                 |
| La Chapelle-Saint-Quillain          | 70129      |                | 10,42            | 146 (2022)                        | 14                 |
| Charcenne                           | 70130      | Charcennais    | 7,16             | 298 (2022)                        | 42                 |
| Citey                               | 70156      | Citeyens       | 5,76             | 106 (2022)                        | 18                 |
| Colombine                           | 70152      |                | 20,05            | 601 (2022)                        | 30                 |
| Étrelles-et-la-Montbleuse           | 70222      | Étrelliens     | 6,26             | 100 (2022)                        | 16                 |
| Frasne-le-Château                   | 70253      |                | 12,5             | 292 (2022)                        | 23                 |
| Fresne-Saint-Mamès                  | 70255      |                | 9,95             | 491 (2022)                        | 49                 |
| Fretigney-et-Velloreille            | 70257      | Fretins        | 22,02            | 751 (2022)                        | 34                 |
| Lieffrans                           | 70301      |                | 4,37             | 51 (2022)                         | 12                 |
| Saint-Gand                          | 70463      |                | 15,83            | 141 (2022)                        | 8,9                |
| Vantoux-et-Longevelle               | 70521      |                | 9,67             | 179 (2022)                        | 19                 |
| Vaux-le-Moncelot                    | 70527      |                | 7,04             | 78 (2022)                         | 11                 |
| Velleclaire                         | 70531      | Velleclairiens | 4,13             | 101 (2022)                        | 24                 |
| Vellefrey-et-Vellefrange            | 70533      | Vellefreyens   | 7,13             | 112 (2022)                        | 16                 |
| Vellemoz                            | 70538      | Vellemoziens   | 4,2              | 87 (2022)                         | 21                 |
| Velloreille-lès-Choye               | 70540      |                | 4,13             | 81 (2022)                         | 20                 |
| La Vernotte                         | 70549      | Vanottés       | 5,53             | 77 (2022)                         | 14                 |
| Villers-Chemin-et-Mont-lès-Étrelles | 70366      |                | 7,32             | 123 (2022)                        | 17                 |

### Cartes

Les 27 communes de l'intercommunalité (avant le départ de Greucourt et Vezet).
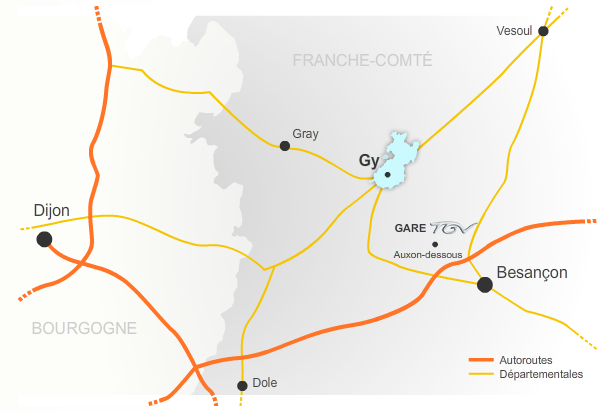
Situation par rapport aux grandes villes environnantes .

### Démographie
| 1968  | 1975  | 1982  | 1990  | 1999  | 2010  | 2015  | 2022  |
| ----- | ----- | ----- | ----- | ----- | ----- | ----- | ----- |
| 5 550 | 5 229 | 5 134 | 5 018 | 5 361 | 6 016 | 6 150 | 6 143 |

## Organisation

### Siège
Le siège de la communauté de communes est situé à Gy, ZA les Gravelots.

### Élus
La communauté de communes est administrée par son conseil communautaire, composé pour la mandature 2020-2026 de 41 conseillers municipaux représentant chacune des  communes membres et répartis en fonction de leur population de la manière suivante :

- 7 délégués pour Gy ;

- 4 délégués pour Fretigney-et-Velloreille ;

- 3 délégués pour Bucey-lès-Gy, Colombine et Fresnes-Saint-Mamès ;

- 2 délégués pour Charcenne et Autoreille ;

- 1 délégué ou son suppléant pour les 17 autres communes.
Au terme des élections municipales de 2020 dans la Haute-Saône, le nouveau conseil communautaire réuni le 15 juillet 2020 a réélu sa présidente, Nicole Milesi, maire de Fretigney-et-Velloreille, ainsi que ses 6 vice-présidents, qui sont : 
1. Christelle  Clément, maire de  Gy ;
2. Michel  Renevier, maire de Charcenne ;
3. Jean-Pierre Chausse, maire de Fresne-Saint-Mamès ;
4. Freddy   Kopec, maire de Bucey-lès-Gy ;
5. Emmanuel Baudier, maire de Velleclaire ;
6. Roland  Bauley, maire de Vaux-le-Moncelot.

Le bureau communautaire pour la mandature 2020-2026 est composé de la présidente, des 6 vice-présidents et des maires qui ne sont pas vice-présidents.

### Liste des présidents
| Période    | Période                       | Identité        | Étiquette   | Qualité |
| ---------- | ----------------------------- | --------------- | ----------- | --- |
| 2000       | mars 2008                     | Jean-Luc Dumont |             | Éducateur spécialisé Maire de Choye (2008 → 2014)                                                                  |
| mars 2008  | avril 2014                    | Guy Chevanne    | NC puis FED | Cadre territorial Maire de Choye (2008 → 2014)                                                                     |
| avril 2014 | En cours (au 18 janvier 2021) | Nicole Milési   |             | Maire de Fretigney-et-Velloreille (2008 → ) Chevalier de l'Ordre national du mérite Réélue pour le mandat 2020-026 |

### Compétences
L'intercommunalité exerce  en lieu et place des communes membres les compétences qu'elles lui ont transférées dans les conditions fixées par le code général des collectivités territoriales. Il s'agit de :
- Aménagement de l’espace : Plan local d’urbanisme communautaire (PLU), circuits cyclotouristes, itinéraires de promenade et de randonnée, schéma global d'aménagement du massif forestier, schéma de cohérence territoriale (SCoT) :

- Développement économique : zones d’activités économiques et bâtiments industriels et artisanaux, promotion et communication en vue de l’implantation d’activités économiques, opérations intercommunales de soutien au commerce et à l’artisanat de proximité ;

- Protection et mise en valeur de l’environnement : réhabilitation des décharges, création de sites de dépôts de déchets inertes et de déchets verts, élimination et valorisation des déchets ménagers, protection des pelouses sèches des Monts de Gy, service public d'assainissement non collectif (SPANC).;

- Voirie : travaux d’investissement sur la voirie communautaire d’intérêt communautaire.

- Mise en place de programmes d’amélioration de l’habitat.(OPAH)

- Accueil enfance jeunesse : accueil périscolaire, accueil de loisirs sans hébergement, accueil de jeunes, séjours de vacances (camp) ;

- Tourisme : développement touristique, et soutien à l’Office de Tourisme des Monts de Gy dans ses démarches de promotion et d’animation du territoire communautaire ;

- Accueil de la petite enfance : accueil de la halte garderie itinérante départementale ROUL’TIBOU, relais d'assistants maternels communautaire, équipements d'accueil pour la petite enfance sous réserve de mise à disposition de bâtiments par la commune site ; gestion du fonctionnement du service petite enfance, micro-crèches

- Association et culture : éveil et éducation artistique en milieu scolaire, programmation culturelle liée à l’implantation de la scène de spectacles départementale itinérante (La Bulle), aide aux associations sportives, culturelles et de loisirs, aide au fonctionnement des cinémas (Gy), soutien des actions ou évènements culturels et sportifs d’intérêt communautaire ;

- Couverture numérique : amélioration de la couverture numérique dans les zones non desservies en ADSL, infrastructures et réseaux de télécommunications et fournitures de services aux utilisateurs finaux.

### Régime fiscal et budget
La communauté de communes est un établissement public de coopération intercommunale à fiscalité propre.
Afin de financer l'exercice de ses compétences, la communauté de communes perçoit une fiscalité additionnelle aux impôts locaux des communes, avec fiscalité professionnelle de zone (FPZ ) et sans fiscalité professionnelle sur les éoliennes (FPE).
Afin de financer ce service, elle collecte une redevance d'enlèvement des ordures ménagères (REOM).
Elle ne reverse pas de dotation de solidarité communautaire (DSC) à ses communes membres.

## Projets et réalisations
Conformément aux dispositions légales, une communauté de communes a pour objet d'associer des « communes au sein d'un espace de solidarité, en vue de l'élaboration d'un projet commun de développement et d'aménagement de l'espace ».